# Ole Olek!
Ole Olek! – piosenka zespołu disco polowego Top One, wykorzystana w ramach kampanii wyborczej przed wyborami prezydenckimi przez Aleksandra Kwaśniewskiego. Piosenka „Ole Olek!” była drugą w historii polskiej polityki piosenką wykorzystaną podczas kampanii wyborczych. Dzięki utworowi Aleksander Kwaśniewski powiększył swój elektorat. Utwór napisał Sylwester Raciborski, zaś melodię stworzył Paweł Kucharski. Fragment piosenki zaśpiewał także Daniel Osafo Oware w języku twi.

## Historia piosenki
W 1995 roku do zespołu zgłosił się sztab wyborczy Aleksandra Kwaśniewskiego z zamówieniem na piosenkę promującą kandydata na prezydenta. Sztab zastrzegł, że piosenka ma stać się przebojem znanym w całej Polsce. Top One pomimo swojej apolityczności przyjął ofertę, uznając, że wykonanie utworu będzie dobrą reklamą dla muzyków. Za wykonanie piosenki Top One nie otrzymał żadnych pieniędzy zapłaty od sztabu wyborczego.
Po premierze utworu piosenka odniosła duży sukces, utrzymując się na liście przebojów programu Disco Relax na wysokich pozycjach.